# Хасаукинское сражение
Хасау́кинское сражение (Би́тва на перева́ле Хасау́ка, бой у горы Хасау́ка,карач-балк.-Хасаука уруш) — сражение в ходе Кавказской войны между русскими императорскими войсками и карачаевским ополчением, произошедшее 20 октября (1 ноября) 1828 года вблизи аула Карт-Джурт. Завершилось поражением горцев и формальным, до 1834 года, присоединением Карачая к Российской империи.

## Предыстория
Высокогорный Карачай находился у истоков реки Кубань, и его географическое положение, позволяло карачаевцам периодически вмешиваться в ход Кавказской войны. В 1826 году, между представителями Карачая и царской администрации была достигнута договорённость о нейтралитете Карачая в Кавказской войне. Однако она более не устраивала русскую администрацию, настроенную на полное присоединение региона, через который происходило сообщение Западного и Восточного Кавказа. Исламский фактор сопротивления карачаевцев, единоверных туркам, также представлял угрозу для стабильности имперского присутствия в регионе. Кроме того, карачаевцы в 1826 году, ещё до прибытия генерала Эммануеля на Кавказ, «присягнули Турции и дали туда аманатов в противность мирному договору между Россиею и Портою…».
Сознавая важность зависимости карачаевцев от Османской империи, анапский паша прилагал все усилия к тому, чтобы карачаевцы состояли в «подданстве Турецкой империи», и одна из таких пропаганд произвела на карачаевцев сильное впечатление, и они «проявили особенно живую деятельность в набегах на нашу линию во время войны с Персией…».
После покорения Кабарды, присоединения Балкарии к Российской империи, ряд ущелий в Балкарии и Карачае остались убежищами для кабардинских, карачаевских, балкарских и других горских отрядов, продолжающих сопротивление русской администрации.
В 1826 году из Карачая бежал Магомет (Амантиш) Дудов, который впоследствии, накануне похода Эммануэля в Карачай, находился в Нальчике. Из-за разногласий с олием Исламом Крымшамхаловым, Дудов согласился сотрудничать с русскими и дал важные сведения о подходах к Карачаю и выступил проводником русских войск.
11 (23) января 1827 года балкарско-дигорская депутация прибыла в Ставрополь и в январе сложила присягу перед командующим русскими войсками на Северном Кавказе генералом сербского происхождения Георгием Эммануэлем, в результате чего балкарцы и дигорцы были приняты в подданство России. С этого времени наибольшую опасность для некоторых российских владений на Кавказе стали представлять карачаевцы, проживающие в неприступных ущельях.
Воинственное население Карачая, опираясь на свои природные твердыни, всегда могло бы представлять собой для нас грозную силу, но недостаток удобных мест для хлебопашества и отсутствие удобных пастбищ заставляли их вступать в торговые сношения с поселёнными на кавказской линии казаками. Своим географическим положением Карачай отделял закубанские горские народы от кабардинцев и других племён, живших в центре кавказской линии, не допуская их подавать помощь друг другу и действовать против нас совокупными силами…
В журнале военных действий за июнь месяц 1827 года, есть данные, что карачаевцы, образовав «партию» из 300 человек, угнали казачий скот с реки Баксана и других мест. В том же журнале за ноябрь месяц отмечен случай переписки русских властей с анапским пашой. Извещая его о том, что карачаевцы, как живущие на правой стороне Кубани, считаются, согласно трактату России с Турцией, «русскими подданными», российские власти просили турецкого пашу удержать «беглых кабардинцев», живших в Карачае, от подговаривания карачаевцев против русских и от набегов их на российские владения.
Пользуясь неприступной местностью, карачаевцы не только сами производили «дерзкие набеги», но в июне 1828 года они «принимали участие в разгроме сел. Незлобного», а в их аулах долгое время имели пребывание партии абреков и прочих черкесов, боровшихся с Россией. В то же время набега черкесов на станицу Незлобную, другой «отряд хищников», состоящий из кабардинцев и карачаевцев, числом около трёх тысяч, был замечен в полосе между Урупом и Б. Зеленчуком, и наступал по направлению к Баталпашинску. С утра 8 июня 1828 года и до наступления сумерек, имела место перестрелка этого отряда с российскими войсками.
Во «всеподданнейшем рапорте» графа Ивана Паскевича от 16 ноября 1828 г. о причинах похода против карачаевцев впоследствии отмечено следующее:

Ген. Эмануэль доносит, что для обеспечения спокойствия на линии он счёл нужным предпринять экспедицию против карачаевцев — народа, живущего на снежных высотах Кавказа, в вершинах Кубани, который в надежде на неприступность земель своих безбоязненно давал убежище и помощь всем закубанским хищникам, через его земли проходившим для произведения набегов в пространстве между Кубанью и Тереком.

Поэтому, осенью 1828 года под руководством генерала Эммануэля был предпринят военный поход против карачаевского народа. В составе русского отряда, в числе других офицеров, был командир Горского казачьего полка, майор П. С. Верзилин.

## Силы сторон
Армия Российской Империй: 
У полковника Луковкина: 250 казаков Хоперского полка, 120 донских казаков, 433 человек пехоты, 2 батарейные орудия, 2 конные орудия , общие силы колонны: 803 боевых единиц при 4 орудиях. 
У генерал-майора Турчанинова: 550 человек пехоты, 300 казака разных полков, 4 орудия и 2 мортиры , общие силы колонны: 850 боевых единиц при 4 орудиях и 2 мортирах. 
У майора Ромашева: сотня казаков Хоперского полка, 2 роты пехоты, 2 орудия , общие силы колонны: около 610 боевых единиц при 2 орудиях. 
У генерал-майора Андропова: 2 роты егерей, 250 казака, 3 орудия  общие силы колонны: около 730 боевых единиц при 3 орудиях
Общая сила четырех отрядов: около 3000 боевых единиц при 13 орудиях и 2 мортирах
Войско Карачая:

По словам военного историка В.А.Потто силы карачаевцев сосредоточенных в Хасауке было "всего 500 человек", также к концу сражения подоспела "новая партия, человек в двести", скорее всего, это были те, кто оборонялся у  Каменного моста(КЧР)

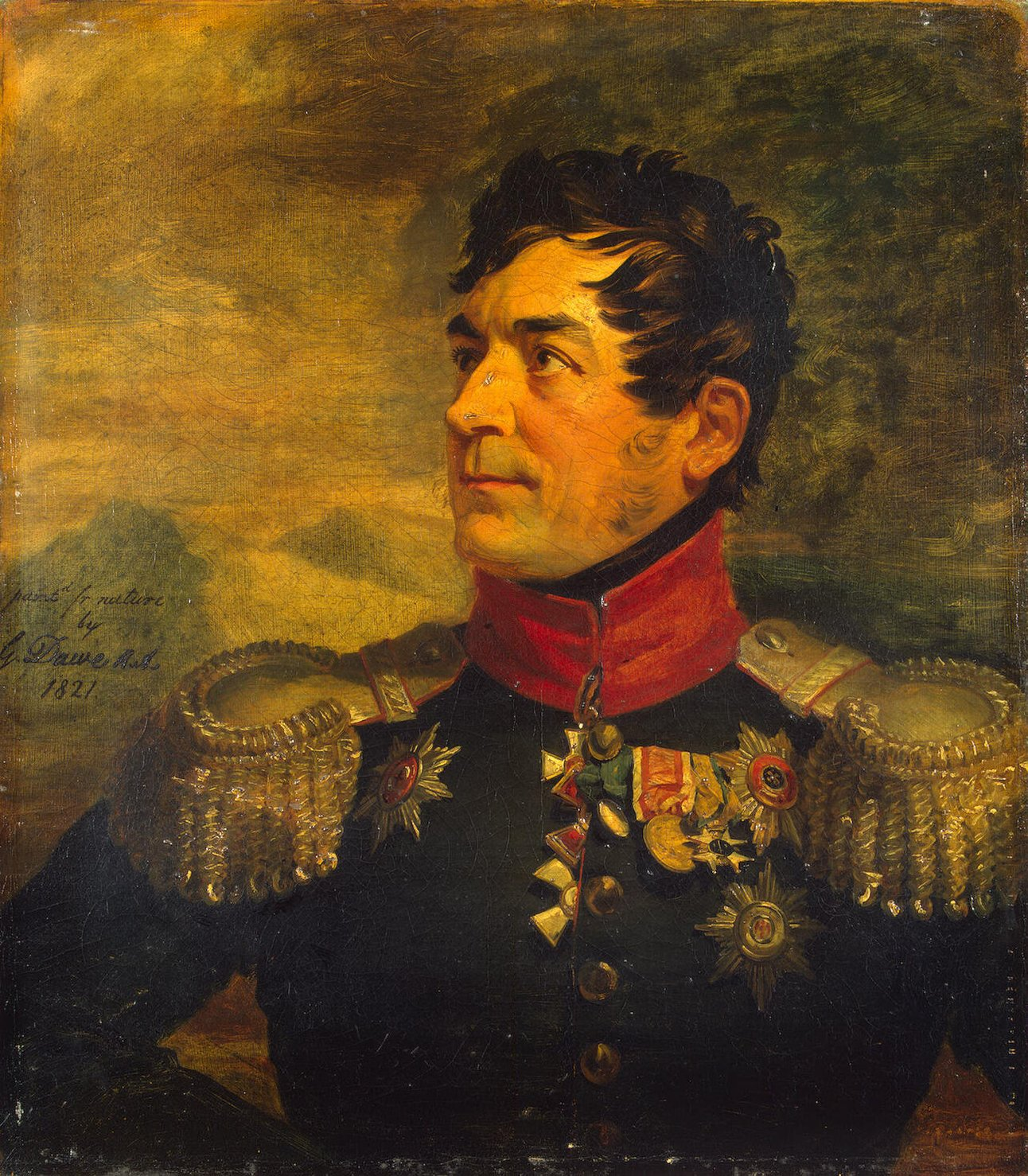
Георгий Эммануэль. Портрет Джорджа Доу

## Ход сражения
Военная кампания началась 17 (29) октября 1828 года. Для похода были составлены две колонны: первая, под начальством полковника Луковкина, собранная у станицы Боргустанской, состояла из 250 казаков Хопёрского полка, 120 донских казаков, 443 человек пехоты, 2 батарейных и 2 конных орудий. Вторая сосредоточилась у р. Малки, у «Каменного моста», под начальством генерал-майора Турчанинова, в числе 550 человек пехоты, 300 казаков линейных и донских разных полков, 4 орудий и 2 ручных мортирок.
Сам генерал Эммануэль находился при первой колонне. Кроме того,  генерал-майору Антропову приказано было с небольшим отрядом, выделенным из прикубанских резервов, идти к другому «Каменному мосту», на Кубани, и прикрыть колонны; другому отряду из сотни хопёрцев, 2 рот пехоты, и 2 орудий, находившемуся в укр. Усть-Джегутинском, под командою майора Ромашева, приказывалось следовать на соединение с колонною Луковкина и принять участие в походе на карачаевцев.
Маршрут следования был выбран благодаря проводникам Эммануэля - Магомету Дудову и ассимилированного кабардинцами ,абазинского узденя Атажуко Абукову, последнего часто, но ошибочно отождествляли с кабардинским князем Атажуко Атажукиным.
20 октября (1 ноября) 1828 года русские войска начали подходить к перевалу у горы Хасаука вблизи аула Карт-Джурт, где у подножия горы они были встречены войсками карачаевского народного ополчения. В авангарде россиян под командой майора Верзилина следовала сотня хопёрских казаков, 80 человек волжских казаков, рота Навагинцев и 100 стрелков Тенгинского полка, одно конное орудие и две кегорновые мортиры, за авангардом двигалась остальная пехота, имея в хвосте казаков; в арьергарде следовало 30 пехотинца и 30 казака . При подъёме на гору Хотцекой карачаевцы сильным огнём встретили авангард, стараясь задержать его движение. После полуторачасового штыкового боя гора была захвачена. В полдень войска спустились к реке Худес, перешли речку, и, с трудом установив одно орудие и обе мортирки, огнём их обстреляли впереди лежащий лес, откуда карачаевцы сильно беспокоили противника. Далее предстояло преодолеть последнюю преграду — перевал в Карачай, гору под названием «Ослиное седло». За сильным каменным завалом, преграждавшим путь на гору, отряд в 50 карачаевцев поливал наступающий авангард градом пуль, но после выстрелов из орудия карачаевцы были вынуждены покинуть передовой завал.
Усилив авангард, генерал Эммануэль двинул все войска на перевал; в тылу шли 100 казаков-коноводов. Пользуясь выгодами позиции, карачаевцы встретили войска «убийственным огнём и массою камней», 6 часов продолжался этот упорный бой, где приходилось на протяжении 2—3 вёрст преодолевать семь горных кряжей, чтобы овладеть последней высотой. Наконец карачаевцы принуждены были оставить последний перевал и отходить через леса и скалы, на противоположную сторону ущелья к Кубани.
В семь утра завязался бой, который продолжался на протяжении 12 часов и завершился в семь часов вечера. Численность войск генерала Эммануэля в Хасаукинском перевале  — 1653 солдата и офицера, при 8 орудиях и 2 кегорновых мортирах, кроме этого, ещё один отряд, под начальством майора Ромашева, с около 610 солдатами и офицерами при 2 орудиях - прибыл к Хасаукинскому перевалу к концу сражения,в это же время действовал другой отряд генерал-майора Андропова у Каменного моста на Кубани, около 730 солдатов и офицеров при 3 орудиях. Отряд  которого Потто ошибочно путает с отрядом генерал-майора Турчанинова из-за схожих названий опорных пунктов на Кубани и на Малке - "Каменный мост". Численность карачаевцев во главе с Исламом Крымшамхаловым точно неизвестно, предполагаемое количество около 500—700 человек.
У. Алиев  утверждает, что: "Карачаевцы, окутанные темнотой наступившей ночи, отступали по такой местности, где бы войска легко могли потерять  плоды дорого доставшейся победы, если бы горцы, опомнившись, сделали ночное нападение (предание говорит, что и в  этом виноваты горские князья, гнусно спровоцировавшие борющихся карачаевцев якобы решением правителя Карачая — князя «Ислама» сложить оружием...)".
В результате боя горские формирования были оттеснены за перевал. Русские войска на следующий день двинулись вглубь территории Карачая к аулу Карт-Джурт. 21 октября (2 ноября) к генералу вышли карачаевские парламентёры, 22-го лагерь Эммануэля посетил олий Крымшамхалов, «со всеми старшинами и подал прошение при сем прилагаемое именем всего народа», и 23-го числа «весь карачаевский народ, присягал на верность подданства государю императору» с представлением как от Ислама Крымшамхалова, так и от ещё трёх «первейших фамилий» аманатов, то есть почётных заложников.
Согласно карачаевским преданиям.

## Потери
По данным военного историка А. Л. Гизетти, потери за все время экспедиции составили с 17 (29) октября (29 октября) по 29 октября (10 ноября) 69 убитых и 193 раненых. Биограф Эммануеля Н. Б. Голицын, указывает о потере 44 убитых и 120 раненых непосредственно в сражении 20 октября (1 ноября). Находившаяся в авангарде сотня стрелков Тенгинского полка, потеряла 6 убитыми и 26 ранеными. По оценкам Гизетти на сражение при Хасаука приходится около четверти всех потерь российских сил на Кавказе за 1828 г. Потери горцев не подсчитывались, известна лишь их приблизительная численность в сражении: около 500 человек.

## Результаты
23 октября (4 ноября) карачаевская депутация во главе с олием Исламом Крымшамхаловым подписала с приблизившимся к аулу Карт-Джурт войсками генерала Эммануэля «Прошение карачаевцев командующему Кавказской линии Г. А. Емануелю о принятии их в русское подданство и оказании покровительства.» — документ, согласно которому Карачай входил в состав Российской империи.
Некоторыми авторами отмечается, что карачаевцы безукоризненно соблюдали условия договора и не нарушали его положений на протяжении всего дальнейшего периода Кавказской войны.
Генерал Эммануэль писал в Санкт-Петербург о результатах сражения:
Термопилы Северного Кавказа взяты нашими войсками, и оплот Карачаева, у подошвы Эльбруса, для всех горских народов, враждебных против России, помощью Божьею и храбростью войск, под личным моим предводительством, разрушен…
В петербургской газете «Северная пчела» 22 ноября (4 декабря) 1828 года было написано о данном сражении

Блистательный успех пролагает путь к успокоению всего края Кавказского… Пример покорения сего народа, почитавшегося у всех горских жителей самым непобедимым, даст прочим подумать о возможности повторить с ними таковое же происшествие.

Окончательное присоединение Карачая произошло в 1834 году, о чём докладывал 24 сентября в своём рапорте из Тифлиса, командир отдельного Кавказского корпуса Г. В. Розен военному министру А. И. Чернышеву, о переговорах князя И. В. Шаховского с карачаевцами, «о возобновлении присяги на верноподданство России»:
По положению своему карачаевцы весьма много могут содействовать к обеспечению спокойствия окрестностей Минеральных Вод и Кабарды, дабы успеть убедить их к сему, я разрешил штабс-капитану князю Шаховскому обещать им, что прежние аманаты их будут возвращены, если они изъявят вновь покорность на выгодных для нас условиях…Во время продолжавшихся переговоров между князем Шаховским и старшинами, карачаевский народ сей доказал на опыте своё усердие и пользу, которую можно ожидать от искренней их преданности. Партия хищников, переправясь через Кубань, угнала из Кабарды 6 баранов и 60 штук рогатого скота и увлекла в плен трёх мальчиков; почётнейших из старшин карачаевских семидесятилетний старик Крым Шамхалов с 30 своих людей бросился в погоню, нагнал хищников и невзирая на то, что их было 140 человек, остановил и удерживал до того времени, пока не получил подкрепление от народа, потом, отбив у них всю добычу, возвратил кабардинцам по принадлежности.

## Фольклор
Покорению Карачая генералом Эммануелем в 1828 г. народ посвятил знаменитые песни «Хасаука», «Песнь об Умаре», которые являются одними из самых популярных в Карачае и Балкарии (Рахаев 2002: 59). Являясь выдающимися образцами карачаево-балкарского фольклора и своеобразной устной летописью народа, эти песни наиболее полно отражают беззаветный героизм свободолюбивого народа. В этом сражении погиб один из храбрейших сынов Карачая — герой Хасаукинского сражения Умар. Его имя упоминается в «Хасауке», но, очевидно, позднее народ создал произведение, целиком посвященное ему. Исторические песни карачаевцев не знают героя без боевого скакуна (тулпар ат). Герой разговаривает с конем, как с товарищем, поверяет ему свою судьбу, наделяет его превосходными эпитетами, холит и лелеет его. В бою конь не только способствует совершению подвигов героем, но и сам становится участником боя. В большинстве карачаевобалкарских героико-исторических песен высокий, гнедой (тору, хора), или серый (боз алаша), тонконогий (къошунаякълы) конь обгоняет ветер, топчет копытами врагов, подставляет во время боя свой бок под свинцовый дождь вражеских пуль, превосходит хозяина в даре предвидения, быстроте реакций в сложных ситуациях. Конь до конца разделяет судьбу своего хозяина. Если сраженный герой падает с коня, то верный конь скорбит об убитом хозяине (Малкондуев 2000: 182). Этот художественный приём, характерный для нартского эпоса, применяется и здесь: Акъджал атынг кючлю тукъум эснеди, Твой конь соловый (белогри- вый) глубоко вздохнул, Ачы кишнеб “Болур болду” дегенди, Горестно заржал: «Все кончено!» — сказав. (Антология 1965: 85). Предчувствуя близкую смерть лежащего без движения Умара, его верный Чубар оставил поле брани, помчался к дому Айшат и сообщил о близкой кончине своего хозяина. «Вместе с Айшат плачут горы, деревья и камни», а «черные сакральные камни Карачая сегодня растают подобно глыбе соли, увидев как их славный сын распрощался с жизнью». Так народ увековечил героизм, самоотверженность и патриотизм героя Хасаукинского сражения — Умара.